# Керсеблепт
Керсеблепт (Керсоблепт) (д/н — бл. 341 до н. е.) — володар Одриського царства в 360—341 роках до н. е.

## Життєпис
Син царя одрисів Котіса I. Після загибелі батька у 360 році до н. е. Керсеблепт за підтримки шварга Харідема спробував зберегти єдність держави. Втім у 359 році до н. е. змушений був погодитися на поділ разом зі своїм братом Берісадом і стрийком Амадоком II. При цьому отримав східну частину царства (від річки Гебр до Візантія). Керсеблепт поступився півостровом Херсонес Фракійський (за винятком Кардії) на користь Другого Афінського морського союзу. Через юний вік Керсеблепта регентом при ньому став Харідем.  
З часом Керсеблепт став готуватися до повернути Херсонесу Фракійського. Для цього уклав союз з Філіппом II, царем Македонії, але Амадок II відмовився пропустити війська македонян через свої володіння. Керсоблепт в 357 році до н.е. порушив договір, почавши знову збирати данину з Херсонеса Фракійського. У відповідь на це афіняни відправили свого воєначальника Хареса з флотом до Херсонесу і змусили Керсоблепта погодитися на укладення нового договору, за якими між усіма фракійськими царями та Афінами укладався військовий договір, а Херсонес Фракійський остаточно переходив під владу Афінського полісу. Водночас македонське військо взяло штурмом Амфіполь, великий торговий центр на фракійському узбережжі. Під тиском афінян Керсеблепт вимушений був укласти союз проти Македонії. Втім у 356 році до н. е. фракійці втратили область Кренід, де македонський цар заснував фортею Філіппи. Золоті копальні гори Пангей в захопленій області дозволили Філіпу II збільшити статки й створити ще більше військо.
По смерті Берісада в 352 році до н. е. Харідем задумав усунути від влади його синів (Кетріпора з братами) і сина Амадока II (Тереса II) задля об'єднання Одриського царства під орудою Керсеблепта. Але на їхньому боці стояли найманці на чолі із Афінодором, Симоном і Біанором. Тому на прохання Харідема афінянин Арістомах запропонував у народних зборах обрати Харідема полководцем, вказуючи на те, що тільки він зможе відвоювати для Афін Амфіполь. завдяки впливу Аристократа отримав схвальне рішення, незважаючи на спротив Демосфена. Військові дії припинила лише нова загроза з боку Македонії.
352—351 роках до н. е. Філіп II здійснив успішний похід проти фракійців, які вимушені поступилися спірними територіями на користь Македонії, а сина Керсеблепта — Севт— був віддано в якості заручника. У 346 році до н. е. почалася нова війна з Македонією. Керсоблепт зазнав поразки й був змушений визнати зверхність Філіппа II. 
Невдовзі відчутною загрозою став скіфський цар Атей, що просувався узбережжям Чорного моря й був союзником Македонії. У 342—341 роках до н. е. Філліп II знову вдерся до Фракії, переміг фракійців у декількох битвах (цар Східної Фракії можливо вимушений був також боротися зі скіфами) та повалив Керсеблепта, наклав данину на фракійські племена і встановлений контроль над всім фракійським узбережжям Егейського моря до Херсонеса Фракійського. Археологи вважають, що, можливо, знайшли могилу Керсеблепта між сіл Златиниця і Маломирово. Один з артефактів, знайдених в могилі — це майстерно зроблений золотий вінок. Ймовірно васальним царем (династом) став син Керсеблепта — Севт III.